# Halmurat Ghopur
Halmurat Ghopur (nebo Halmurat Upur či Halmurati Wupur, ujgursky: خالمۇرات غوپۇر;, narozen 6. března 1960, Urumči) je doktorem imunologie a respirační medicíny, v letech 1998-2008 zástupce rektora, 2008-2017 rektor Sin-ťiangské lékařské univerzity, poté ředitel Sin-ťiangského Úřadu pro potraviny a léčiva, a to až do svého zatčení koncem roku 2017.

## Život a kariéra
Halmurat Ghopur se narodil v roce 1960 v Urumči a odešel studovat čínskou medicínu na Šanghajskou univerzitu tradiční čínské medicíny, poté v roce 1988 odjel do Ruska studovat medicínu na První státní lékařskou univerzitu I. P. Pavlova v Petrohradě a získal titul doktora imunologie a respirační medicíny. V tomto období také pracoval v nemocnici čínské medicíny v Sin-ťiangu, v nemocnici ujgurské medicíny a v nemocnici přidružené k Sin-ťiangské lékařské univerzitě. Studoval také v Německu, Francii, Spojených státech a dalších zemích. Je členem stálého výboru Čínské asociace pro vědu a technologii a viceprezidentem Čínské národní lékařské asociace. Zastával funkci viceprezidenta Národní asociace etnické medicíny, byl členem Národního lékopisného výboru, členem skupiny pro vzájemné hodnocení akademických titulů Výboru státní rady, členem Národního výboru pro kontrolu nových léků a členem Národního výboru pro tradiční čínskou medicínu. Je soudcem Výboru pro hodnocení chráněných odrůd, prezidentem Asociace etnické medicíny Sin-ťiangu, viceprezidentem Asociace lékařů Sin-ťiangu a viceprezidentem Asociace pro vědu a technologii Sin-ťiangu.
Jako první vědec ze Sin-ťiangu získal v roce 2005 od Čínského národního vědeckého fondu ocenění Distinguished Young Scholar, spojený s finanční podporou 1 600 000 CNY. Byl prvním menšinovým vědcem v Číně, který získal ocenění „Ho Liang He Li Science and Technology Innovation Award”, prvním příjemcem „Národního vědeckého fondu pro vynikající mládež v Sin-ťiangu”, Vítěz ceny za úspěch pro navrátivší se zahraniční studenty, získal druhé pořadí Národní ceny za vědecký a technologický pokrok, Národní univerzitní cenu za přírodní vědy, Čínskou lékařskou cenu, Cenu za vynikající přínos pro vědecký a technologický pokrok Ujgurské autonomní oblasti Sin-ťiang a Mezinárodní Avicennovu zlatou medaili.
V letech 1998-2008 byl prorektorem Sin-ťiangské lékařské univerzity, v letech 2008–2017 pak jejím rektorem, poté se stal ředitelem Sin-ťiangského úřadu pro potraviny a léčiva, a to až do jeho zmizení koncem roku 2017. Podle zdroje RFA je přísně zakázáno o Ghopurově případu hovořit, přestože veřejnost již z velké části ví, že ho policie zadržela.
Jeho výzkumná práce byla zaměřena na respirační onemocnění, zejména astma. V průběhu let vedl 26 vědecko-výzkumných projektů, včetně čínské Národní nadace pro přírodní vědy a Národního podpůrného programu, napsal devět knih a publikoval 166 článků v odborných časopisech. Výsledkem jeho výzkumu bylo také 27 patentů a následně několik farmaceutických přípravků, které společnosti Xinjiang Qikang Habo Weiyao Company Limited a Xinjiang Uyghur Pharmaceutical Co., Ltd. vyrábějí a prodávají.
Hrál významnou roli při rozvoji a propagaci Sinťiangské lékařské univerzity v Číně i ve světě, zejména v sousedních zemích střední a jižní Asie. Přispěl k rozvoji a uplatnění ujgurské medicíny, neboť pomohl otevřít oddělení ujgurské medicíny a vedl výzkum a vzdělávání mladých lékařů a vědců. Pomohl založit dvě farmaceutické společnosti v Urumči.

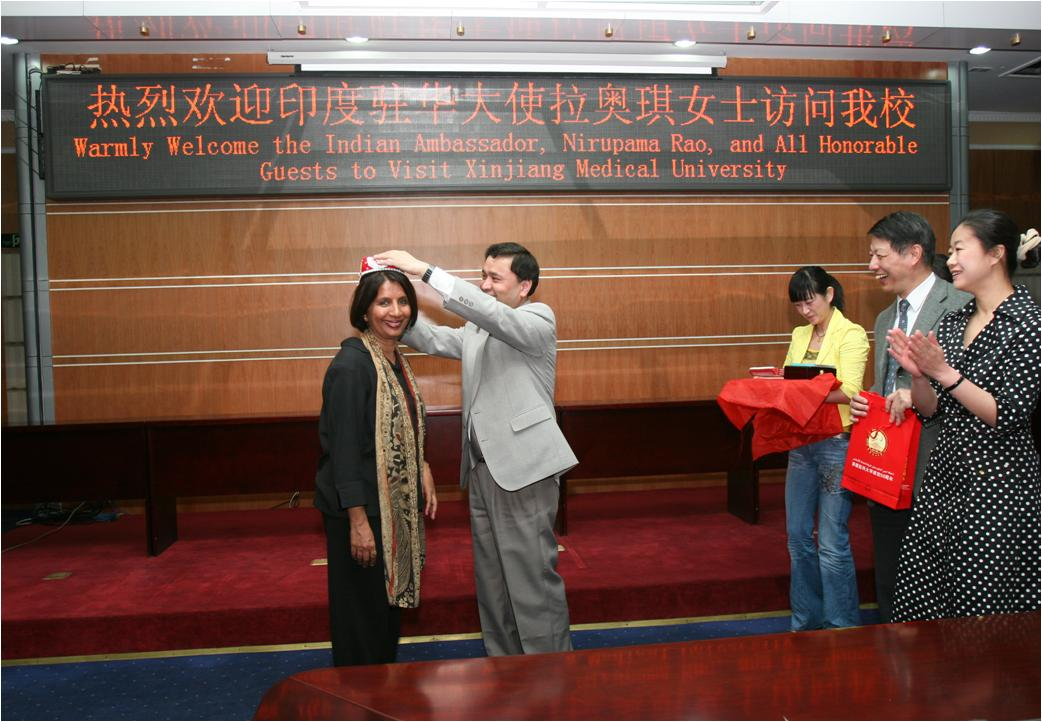
Indická velvyslankyně Nirupama Rao s rektorem univerzity Halmurat Ghopurem

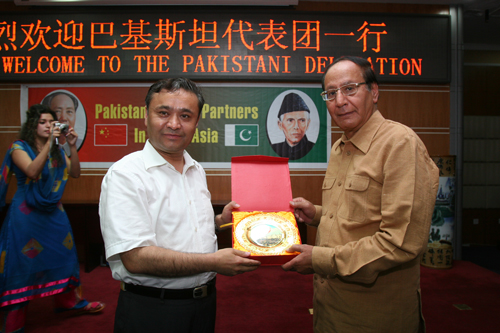
Pakistaská delegace, Halmurat Ghopur a Chahudary Shujaat Hussain

Od roku 2008, kdy se stal rektorem Sin-ťiangské lékařské univerzity, přijal řadu zahraničních hostů a také cestoval do zahraničí, aby univerzitu propagoval a navazoval spolupráci. Vystupoval ve zpravodajství a ve státem sponzorované televizi CCTV, která oceňovala jeho činnost a přínos a také jeho loajalitu ke komunistické straně Číny.

### Zatčení a trest
Předpokládá se, že spolu s dalšími stovkami ujgurských a kazašských intelektuálů byl Halmurat Ghopur obětí politiky etnických čistek čínské vlády v oblasti Sin-ťiangu. Je pravděpodobné, že ho udal tajemník Sin-ťiangské lékařské univerzity, etnický Číňan Li Bing, který aktivně bojoval proti „třem zlům” – terorismu, separatismu a náboženskému extremismu v Sin-ťiangu a byl předtím odsouzen za korupci k 10 letům vězení. Poté, co byl Halmurat Ghopur zatčen, byl obviněn čínskou státní policií z „nacionalistických tendencí”.
Radio Free Asia obdrželo informaci, že Ghopur byl spolu s dalšími čtyřmi vysoce postavenými ujgurskými intelektuály, kteří byli odsouzeni k trestům smrti nebo doživotí, uveden v oficiálně produkovaném „politickém studijním” filmu, který byl povinně promítán všem vládním kádrům v XUAR (Xinjiang Uygur Autonomous Region). Někteří z intelektuálů, kteří byli ve filmu údajně uváděni, byli členy Sin-ťiangské asociace literatury a umění. RFA kontaktovala ředitele politického oddělení této skupiny, který Ghopurův trest potvrdil. Důstojník policejní stanice v městské části Bulaqsu uvedl, že jeho oddělení film nedávno zhlédlo, a přestože žádný z profesorů nebyl mezi vyprofilovanými osobami, uvedl, že Ghopur „dostal trest smrti s dvouletým odkladem”. Stejný trest hrozí i dalšímu prominentnímu ujgurskému vědci, geografovi a rektoru Sin-ťiangské univerzity Tashpolat Tiyipovi. Jde o vůbec první případ v Číně, kdy byli k trestu smrti odsouzeni rektoři univerzity.